# 印度農業中的婦女

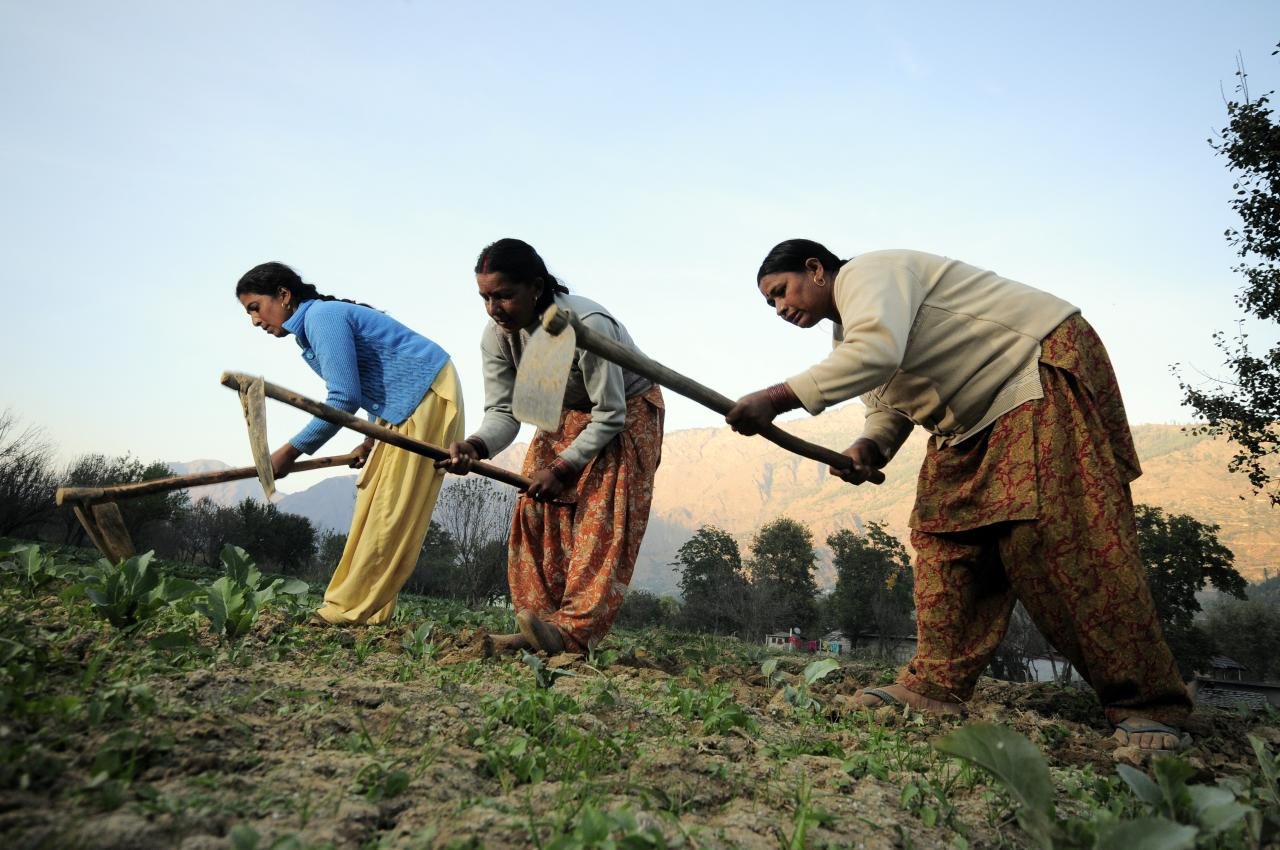
位於喜馬偕爾邦古盧鎮附近，一群女性農民在菜園裡工作。此地於過去曾是重要的蘋果產地，但近幾十年來因氣溫不斷升高，迫使絕大部分果農放棄蘋果。轉而種植蔬菜，而可顯著增加收入以改善生活，充分展現氣候變化調適不但有效，且能獲益（攝影者:Neil Palmer（國際熱帶農業中心）。

印度經濟深受其悠久的農業傳統影響。於該國北方的印度河與布拉馬普特拉河（後者上游為中國的雅魯藏布江）河谷地區，有恆河與季風帶來的水源，是重要的農產區。對多數印度人而言，農業不僅是生計，更是一種生活方式。然而根據世界銀行發佈的2011年數據，印度農業產值僅佔其國內生產毛額（GDP）的17.5%。
女性在印度農業生產活動中扮演非常重要，卻往往受到忽視的角色，她們是農業勞動力的主要來源。
女性在農業勞動中扮演多重角色，這對她們的經濟獨立程度、參與決策的能力、自我主導性，以及取得教育與醫療資源的機會，都有深遠影響。然而，該國許多農村女性仍陷於貧窮、邊緣化和性別不平等問題的困境。

## 印度農業
根據2012年的數據，印度的農業部門規模為全球第四大。該國約有1.8億公頃（180萬平方公里）的農地，其中1.4億公頃為耕地，且一直用於耕作。然而於1960至70年代經由美國國際開發署和世界銀行推動，所實施的綠色革命政策，其帶來的具爭議性影響，為印度農業蒙上一層陰影。
綠色革命透過引進灌溉系統、轉基因作物、農藥與殺蟲劑，以及多項土地改革，將印度農業進行現代化轉型。這場革命顯著提升印度的農業生產力，讓該國由糧食進口國轉為出口國。然而，綠色革命也導致農產品價格下滑，對小農戶造成衝擊。該國多年持續運用綠色革命技術的結果，已導致農業產量逐漸下降。小農戶為維持土地產量，每年都須增用合成肥料與採用更先進的農耕技術，成為他們極大的負擔。印度多數農民多為小農，擁有的耕地面積低於兩公頃，但他們是印度農業中的主要生產者。小農承受著綠色革命技術最嚴重的負面衝擊，合成肥料等投入對他們的土壤造成損害，導致產量下降。由於他們的經營規模較小，無力負擔更多合成肥料來彌補早期使用這種肥料導致的土壤惡化。此情況形成一種"技術依賴的惡性循環"，隨著土壤健康持續惡化，依賴必須日益加劇。所有農民，無論規模大小，除須面對經濟困境之外，還須面對綠色革命帶來的環境問題 - 大量使用合成肥料和農藥導致生物多樣性喪失，造成耕地的環境品質更進一步惡化。地下水枯竭、土壤健康惡化、作物遺傳多樣性喪失，使得耕地環境越來越不適合引進的作物生長，這些作物缺乏歷經多年演化所賦予的適應力，無法應對不斷變化的環境。
印度農業時至今日仍受效率低落所困，肇因於機械化程度不足、農民生活困頓，以及農地面積過小。多數印度農民仍主要依賴傳統耕作方式 - 利用牲畜耕作、以獸糞作肥料，並使用獸力犁田。根據2011年的統計數據，印度農地平均面積僅約1.5英畝，相較於法國的50公頃、美國的178公頃和加拿大的273公頃，顯得微不足道。
印度的小農傳統，源自獨立初期推行的土地改革，印度繼承法的目的在防止土地過度集中，規定土地須由男性繼承人均分。此法不僅限制農場規模，更剝奪女性的土地所有權與繼承權。此外，隨著小農面臨來自大型農場日益激烈的競爭，越來越多男性轉往都市尋求薪酬較高的工作，而造成女性成為維持家計與小農經濟的主要支柱。印度次大陸於2011年的農業勞動力中，女性佔比高達75%。

### 印度農業女性化
隨著印度推動綠色革命，和經濟自由化，農村男性勞動力逐漸遷往都市，結果是農業勞動人口中女性比例顯著提升。

## 統計概述

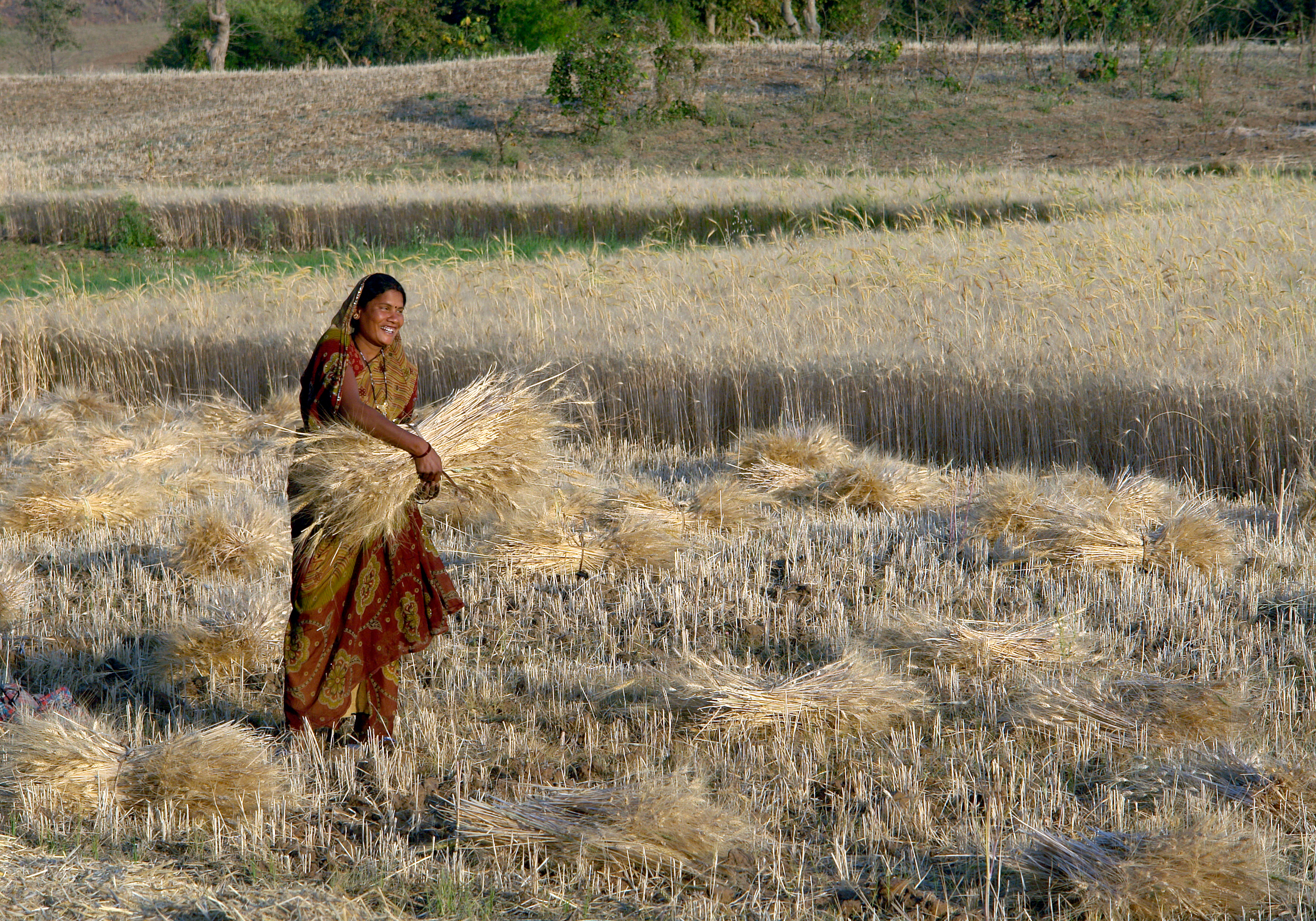
在中央邦賴森縣，一名收割小麥的婦女。

在印度農村地區，以農業為主要生計的女性比例高達84%。女性約佔耕作者的33%，農業勞動力的47%。值得注意的是這些數據並未將畜牧、漁業以及其他相關食物生產活動涵蓋在內。2009年的統計數據顯示，在從事農作物種植的女性勞動力中，94%投入穀物生產，1.4%從事蔬菜種植，3.72%則從事水果、堅果、飲品及香料作物相關工作。
印度女性在不同農業領域的參與率各異：茶葉種植約佔47%，棉花種植46.84%，油籽種植45.43%，蔬菜生產則為39.13%。這些作物雖需大量勞力投入，但相關工作多被視為技術門檻較低。此外，女性也廣泛參與輔助性農業活動。根據聯合國糧農組織（FAO）的統計，印度女性在漁民及養殖漁業從業人員中，分別有21%及24%的佔比。
雖然女性在農業勞動力中扮演主導角色，她們在薪資報酬、土地權益以及農民組織代表權等方面，仍存有極大不平等。缺乏權力不僅導致她們自身處境艱難，更間接造成子女教育程度偏低，以及家庭健康狀況不佳等負面影響。

## 農業勞動中性別分工
在印度，女性農業勞動者或耕作者，其工作內容多為技術性較低之事務，如播種、插秧、除草、收割等，這些工作通常能與家庭生活及育兒無縫接軌。在棉籽生產中，她們負責需要耐心與某成程度精準度的授粉工作。此外，許多女性以無償的自給自足勞動力形式參與農業生產。根據發佈的聯合國人類發展報告，印度女性的正式勞動參與率僅為32.8%，自2009年以來並無顯著變化。相較之下，男性勞動參與率則高達81.1%。

### 農村婦女識字率
在印度，估計從事農業的婦女中有52%至75%為文盲。這項障礙會妨礙她們進入需要更高技術的勞動領域。婦女通常難以接觸到源於家庭之外的相關農業資訊，主要是因為他們的識字率偏低以及行動受限。然而，她們樂於將資訊分享給其他家庭甚至是鄰村的婦女。
卡納塔卡邦的部分地方政府為突破農村婦女識字率偏低的困境，正研擬成立婦女自助團體，藉此建立更廣泛的社交網絡，促進農業知識的交流與傳播。在各項勞動活動中，普遍存在性別報酬差距，婦女平均所得僅為男性的7成。此外，許多婦女以無償的自給自足勞動力投入農業生產。缺乏就業流動性與教育資源，使得印度多數婦女在經濟上極為脆弱，他們的生計幾乎全由農產品市場景氣好壞來決定。

### 包辦婚姻與種姓制度
在印度農村，婦女的家庭角色深受社會結構和家族關係的影響。她們的經濟價值往往由種姓制度安排的包辦婚姻決定，且這種婚姻通常在婦女年紀很輕時便被安排。根據種姓和經濟階層，部分婦女可能較常參與公共事務，而多數的則以家庭為重，負責照料子女及維持家務。印度農村家庭普遍為父權制，並遵循從夫居的習俗，家庭決策權多由丈夫或長子掌握。典型的印度農村家庭是父權制和從夫居的，丈夫或長子擁有家庭決策權。

## 時間分配
印度婦女除須從事報酬偏低且價值被低估的繁重農務外，還需肩負起家庭照護的重責。她們負責照顧子女、準備餐食，並處理所有家務。根據時間分配研究，婦女每週的時間運用大致為平均花費約25小時在家務上，另有5小時用於照護他人及社區服務。
女性除前述30小時的無酬勞務外，在農業生產上投入的時間與男性不相上下。女兒們通常會分擔或取代母親在家中從事的無償工作。由於這些被視為女性的職責，女孩們為協助家務而須犧牲受教育機會的成本，往往高於男孩。女孩們承擔的家務量顯著多於男孩，她們的學業無可避免會受到影響。
雖然在奧迪薩邦進行的部分研究指出，有機耕作可能會增加婦女在農業勞動上的時間與勞力投入，唯有透過更全面的研究，方能確認有機農業對印度各地婦女農業勞動的影響是否一致。

## 取得土地與資源的機會

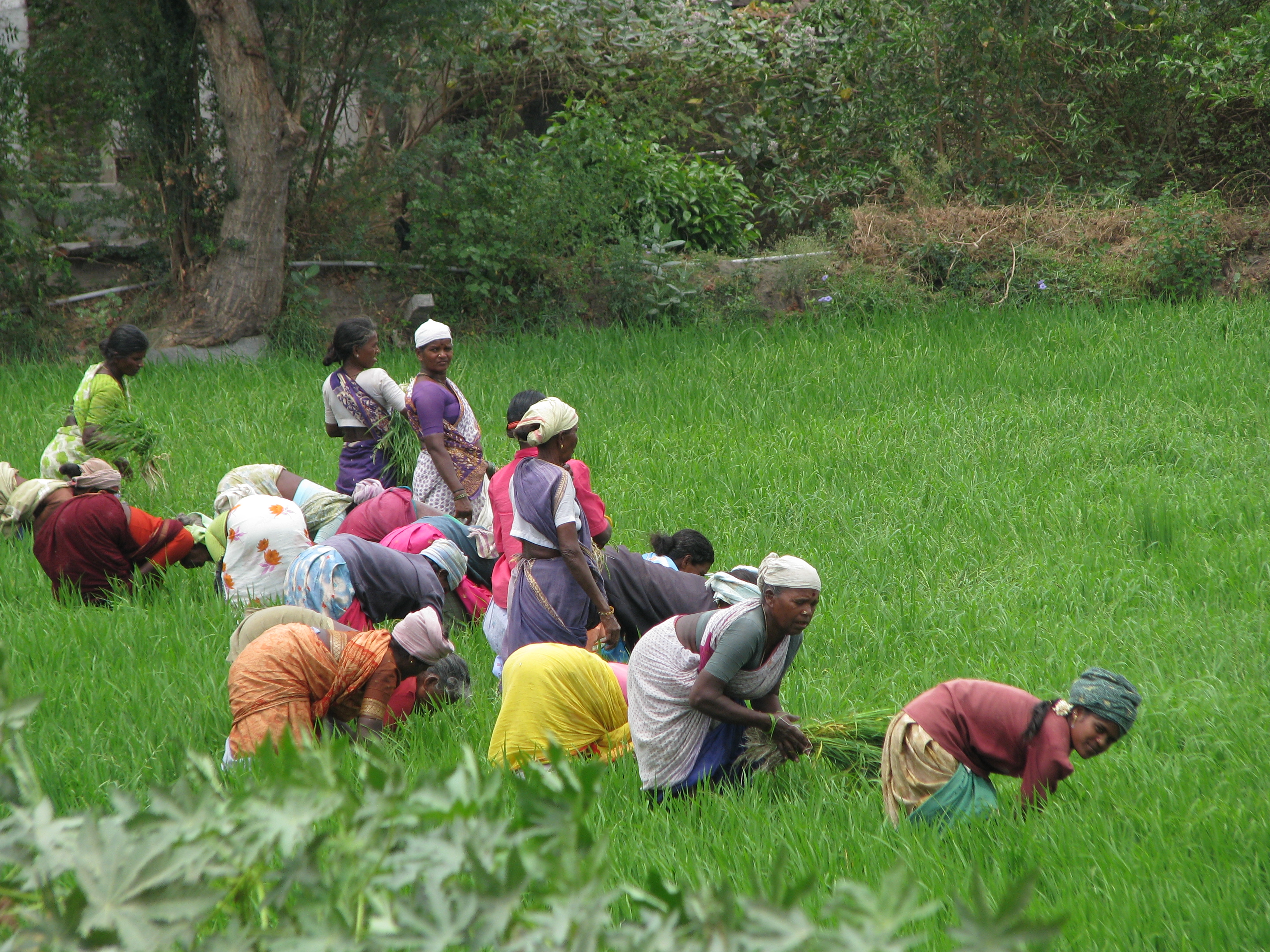
一群在坦米爾那都邦收割稻米的女性。她們長期從事農作，但很少有自己名下的土地。

關於關鍵資源如土地的分配，印度在性別之間存在顯著的不均。女性鮮少直接擁有土地所有權，在土地相關決策上也缺乏主導權。即使土地登記在女性名下，她們在耕作方式、土地買賣、抵押等方面，往往也缺乏實質的決策權。在印度，僅有14.9%的家庭以女性為戶主。由於女性普遍缺乏貸款所需的資產或財產所有權等條件，取得信貸相當困難。缺乏資金及家庭決策權，使得女性難以獲得維持自身勞動力及家庭穩定的必要資源。
此外，由於女性農民難以從國家農業暨農村發展銀行、一般銀行及合作社的援助取得協助，女性農民無法取得能提升其農產品市場競爭力的資訊。印度傳統上長期忽視女性在農業生產中的關鍵角色，導致她們在相關研究與調查中經常受忽略，因而在決策權上的弱勢地位更被強化。根據諾貝爾經濟學獎得主阿馬蒂亞·森與美國哲學家瑪莎·努斯鮑姆提出的能力途徑理論，確保資源獲取的平等性，是促進經濟賦權、實現性別平等的關鍵步驟。同時，及早獲得教育與醫療保健服務，對於女孩的能力發展與自我實現非常重要。這些基本生活條件的達成，則受到文化規範及家庭經濟狀況的制約。
土地所有權的機會，對於個人發展以及免於暴力侵害極為重要。根據於2005年發表的一項針對婚姻暴力與財產所有權的研究，顯示在沒任何財產的女性中，49%曾遭受身體暴力，84%經歷過精神虐待。然而，擁有財產權顯著將暴力發生的機率降低。在同時擁有土地與房屋的女性中，僅有7%遭受過身體暴力，16%遭受過精神虐待。

## 女性與環境
氣候變化是開始危及全球農業生產的因素之一。印度農業部門極度依賴季風季節帶來的雨量，而季風本身又受到氣候和天氣的變化的影響。每年6月至9月適量的降雨預示當年晚些時候會農產豐收。降雨不足或過多的季風雨就會損害農業部門。氣溫升高和降雨不穩定已開始讓農產不穩定，並造成土地巨大變化。在過去幾年中，這些趨勢已在印度產生顯著影響，僅發生在一年中的乾旱或是過多的降雨。就可能讓小農失去韌性，對其生計造成毀滅性打擊。
印度生物多樣性喪失，特別是在糧食作物方面的，是印度糧食安全和農業部門可持續性的嚴重隱憂。女性農民與環境健康之間的聯繫，不僅僅是為生存和維繫生計。它還源於印度在儀式和做法中對農地肥力的長期文化重視。女性與土地的聯繫體現在她們如農民曆般豐富的植物品種知識。全國各地的儀式和慶典都顯示這種密切的關係。例如在北部旁遮普邦的洛里節（收穫節），或在印度南部舉行的慶祝活動 - 意為九種穀物崇拜的九穀祭（navadhanya puja）。這些儀式都慶祝女性在農業和豐盛繁衍中的作用，以及環境和生物多樣性的重要性。
此外，女性自給農戶大量使用的傳統耕作方式具有許多環境友善的特點，例如種子保存、天然肥料以及不會耗盡脆弱土壤肥力的輪作。在綠色革命之後，許多高產量的建議很明顯都對環境產生嚴重的影響。綠色革命的負面環境影響正開始顯現其全部效應。廣泛使用殺蟲劑和除草劑的社區中普遍存在的化學污染，造成公共衛生問題，而這對女性的影響尤為嚴重。
在曾被視為綠色革命成功典範的旁遮普邦，癌症發生率顯著攀升。旁遮普語大學於2008年進行的研究，顯示旁遮普邦當地農民的基因損傷比例偏高，此與農藥使用有密切關聯。由於對農藥的正確使用方式認知不足，導致過度使用、隨意棄置，甚至使用過的容器會被移作廚房用途，再加上飲用水遭受重金屬污染等多重因素，共同促成此一現象。面對無機農業所衍生的健康與經濟成本，許多婦女開始轉向有機耕作。她們在基層組織互助團體，分享知識、交換有機種子，並積極推廣有機且永續的農業模式。

## 合作社
合作社長期以來被視為一種社會機構，目的在為女性農民提供互助合作、團結支持及資源共享的平台，同時致力於解決性別不平等的議題。在印度，合作社的發展已取得顯著成效。尤其在許多女性被排斥於主流參與管道之外的情況下，純女性合作社在對女性賦權及提供教育機會方面，扮演著非常重要的角色。然而，女性參與合作社的比例仍相對偏低，部分原因在於傳統觀念仍將男性視為農業生產及經濟收入的主要來源。數據顯示在合作社的參與比例中，女性僅佔7.5%，男性則高達92.5%。在印度總數達45萬個、成員總數達2億450萬的合作社中，純女性合作社僅有8,171個，成員總數為69萬3千人。
儘管如此，純女性合作社在各領域，如合作銀行、商店及食品供應等，皆取得顯著成就，並為其成員提供多元化的服務。在印度，為促進女性參與地方自治機構（包括合作社）的決策過程，政府已制定為女性保留33%的名額比例。此外，部分邦更實現董事會全面由女性成員組成。國際組織如自僱婦女協會（SEWA）也在印度與當地夥伴合作，目前在印度已擁有124萬名女性成員，其中54%為農業工作者。
印度與歐盟自2007年起便針對雙方之間的自由貿易協定展開協商。此協定被視為國際貨幣基金組織（IMF）及世界銀行所倡議的新自由主義政策的延伸，而這些政策曾被認為對印度的發展有利。然而，長期來看，預測歐盟-印度自由貿易協定恐難為印度農業部門帶來實質效益。根據與德國聯盟90/綠黨有密切關係的海因里希·伯爾基金會（Heinrich Böll Foundation）於2009年進行的研究，前述協定反而可能讓歐盟受益，卻將印度小型農業勞工及農民的利益犧牲掉。預計印度農業出口雖將略有成長，但進口增幅將遠超過出口，進而導致印度農業就業機會減少。此外，開放印度市場予歐盟農產品（如一般及特色糧食作物）可能產生的社會衝擊，亦引發各界擔憂。
自由貿易協定可能導致女性主要生產的產品，如穀物、茶葉、咖啡、糖果及油籽等進口增加。由於歐盟具有競爭優勢，這將對相關產業的女性農民及勞工造成不利影響。例如歐盟受嚴格保護的乳製品產業，可能會大量進入印度市場，與當地以女性為主的小型畜牧業競爭。此種競爭不僅威脅婦女及其家庭的生計，更可能因限制女性發展機會，加劇糧食安全問題及性別不平等。在印度，農產品加工業（如穀物混合物生產）是女性勞工的重要就業來源，而激烈的市場競爭將對她們產生負面衝擊。此外，由於歐盟關稅遠低於印度，自由貿易協定將導致印度關稅收入減少，迫使印度降低關稅，進而影響政府用於社會福利的財政收入。
歐盟堅持的自由貿易協定，也將取消出口限制，並增加印度農業投資的自由化。這對於迄今為止免受如此激烈資源競爭的小型印度農業生產產業來說，並非好兆頭。隨著外國投資者開始爭奪印度農業或自然資源的控制權，婦女獲得資源和決策能力將受到進一步威脅。以自給自足方式從事農業工作的婦女，將面臨失去基本資源的風險，例如用於養活家庭的水、種子和其他自然資源。
印度與歐盟之間的自由貿易協定仍在協商階段。自最初展開協商以來，由於預期將產生諸多問題（除上述農業相關問題外），已引發強烈的公眾反對。儘管德國曾在2013年4月表態支持該協定，但由於歐盟堅持要求印度進一步開放市場，協定進程持續延宕。目前，歐洲方面仍在等待印度同意調高"外國保險公司外國直接投資上限"，由現行的26%提升至49%，並調降汽車、葡萄酒和烈酒等奢侈品的進口關稅。